# Erik Dennung
Erik Dennung (25. juni 1925 – 2007) var en sølvsmed, fodboldspiller og træner fra København.
Som fodboldspiller var han aktiv for KFUMs Boldklub, mens han som træner i næsten to årtier arbejdede for de to københavnske klubber B 1903 og B 93.

## Karriere som træner
Erik Dennungs største triumf som træner kom i 1976, hvor han førte B 1903 til et dansk mesterskab og sæsonen efter, hvor det blev til sølvmedaljer. I 1979 vandt han pokalfinalen med B 1903, og gentog bedriften i 1982 med B 93, der slog netop B 1903 i finalen.
Det kan yderligere nævnes, at Erik Dennung i 1968 som træner vandt 2. division med B 1903, og i 1980 var træner for B 93, da klubben blev nr. seks i 1. division, B 93s bedste placering i 38 år.
Udover arbejdet som fodboldtræner havde Erik Dennung også en sølvsmedebutik på Frederiksberg.

## Klubber
1962-64: FB

1965-69: B 1903

1970-72: B 93

1976-69: B 1903

1980-85: B 93

## Titler som træner
- Danmarksmesterskabet
  - Vinder (1): 1976.
  - Sølv (1): 1977
  - Bronze (1): 1965 og 1969

- Pokalturneringen

- - Vinder (2): 1979 og 1982.